# Vendhuile
Vendhuile is een gemeente in het Franse departement Aisne (regio Hauts-de-France) en telt 476 inwoners (1999). De plaats maakt deel uit van het arrondissement Saint-Quentin.

## Geografie
De oppervlakte van Vendhuile bedraagt 11,0 km², de bevolkingsdichtheid is 43,3 inwoners per km².
De onderstaande kaart toont de ligging van Vendhuile met de belangrijkste infrastructuur en aangrenzende gemeenten.

## Demografie
Onderstaande figuur toont het verloop van het inwonertal (bron: INSEE-tellingen).
Vanwege een beveiligingsprobleem met de MediaWiki Graph-software is het momenteel niet mogelijk deze grafiek weer te geven. Zodra de software is bijgewerkt zal de grafiek vanzelf weer zichtbaar worden.